# توفير الغذاء للجوعى
توفير الغذاء للجوعى (المعروف أيضا باسم FH) هي منظمة مسيحية دولية للإغاثة والتنمية والدعوة مع عمليات في أكثر من 20 بلدا. لقد أسس الدكتور لاري وارد توفير الغذاء للجوعى عام 1971 من أجل الجوعى مهمة المنظمة المعلنة للتنمية على المدى الطويل هي أن تخرج المجتمعات من الفقر المدقع في غضون 10 إلى 15 عاما. وتفعل المنظمة ذلك بالذهاب إلى بعض أصعب الأماكن بإستراتيجية خروج، وتمكين القادة المحليين والسير معهم لأنهم يقودون مجتمعاتهم إلى أماكن مزدهرة ومستدامة للعيش ذاتيا. كما تعمل المنظمة في مجال الإغاثة في حالات الكوارث والاستجابة الإنسانية، بما في ذلك العمل مع اللاجئين الروهينجا في بنغلاديش واللاجئين السوريين في لبنان. وقد أخذ اسم المنظمة «الغذاء للجوعى» من كتاب المزامير 146:7: «الْمُجْرِي حُكْمًا لِلْمَظْلُومِينَ، الْمُعْطِي خُبْزًا لِلْجِيَاعِ. الرَّبُّ يُطْلِقُ الأَسْرَى.» توفير الغذاء للجوعى هي عضو الميثاق في المجلس الإنجيلي للمساءلة المالية، منذ 1 فبراير 1980.